# برونو چنگیالتا
برونو چنگیالتا (ایتالیایی: Bruno Cenghialta؛ زادهٔ ۵ دسامبر ۱۹۶۲) دوچرخه‌سوار اهل ایتالیا است.